# 大迳水
大迳水，位于中国广东省高要市北部，是西江左岸支流，发源于高要市河台镇尚德村五星坑尾（佛仔头），向东向南流经河台镇、乐城镇、水南镇，至小湘镇迳口村（原属笋围镇）汇入西江。干流长56.13千米，平均比降1.45‰，流域面积458.3平方千米。